# Pentaceraster
Pentaceraster es un género de equinodermos de la familia Oreasteridae.

## Distribución y Hábitat
Viven en el mar Rojo y el Océano Índico, principalmente en fondos blandos y arenosos, a profundidades de 2 a 20 metros.

## Características
Alcanzan hasta 40 cm de diámetro; generalmente son muy coloridos; tienen cinco brazos triangulares relativamente cortos, con base ancha y puntas redondeadas. En la parte superior del cuerpo los brazos presentan protuberancias o espinas romas, que casi siempre tienen colores contrastantes.

## Alimentación
Se alimentan principalmente molusco y además de lombrices, crustáceos, otros equinodermos, carroña, detritus y algas. 

## Reproducción
Se reproducen por la liberación de gametos en el agua abierta.

## Especies
- Pentaceraster affinis (Müller & Troschel, 1842)
- Pentaceraster alveolatus (Perrier, 1875)
- Pentaceraster chinensis (J.E.Gray, 1840)
- Pentaceraster cumingi (J.E.Gray, 1840)
- Pentaceraster decipiens (Bell, 1884)
- Pentaceraster gracilis (Lütken, 1871)
- Pentaceraster horridus (J.E.Gray, 1840)
- Pentaceraster magnificus (Goto, 1914)
- Pentaceraster mammillatus (Audouin, 1826)
- Pentaceraster multispinus (von Martens, 1866)
- Pentaceraster regulus (Müller & Troschel, 1842)
- Pentaceraster sibogae Döderlein, 1916
- Pentaceraster tuberculatus (Müller & Troschel, 1842)
- Pentaceraster westermanni (Lütken, 1871)[1]